# Georg Strobl
Georg Strobl, nemški hokejist, * 9. februar 1910, München, Nemčija, † 10. maj 1991, Nemčija. 
Strobl je bil hokejist kluba SC Riessersee v nemški ligi in nemške reprezentance, s katero je nastopil na dveh olimpijskih igrah, na katerih je osvojil eno bronasto medaljo.